# Tren pentru intervenții la incendii

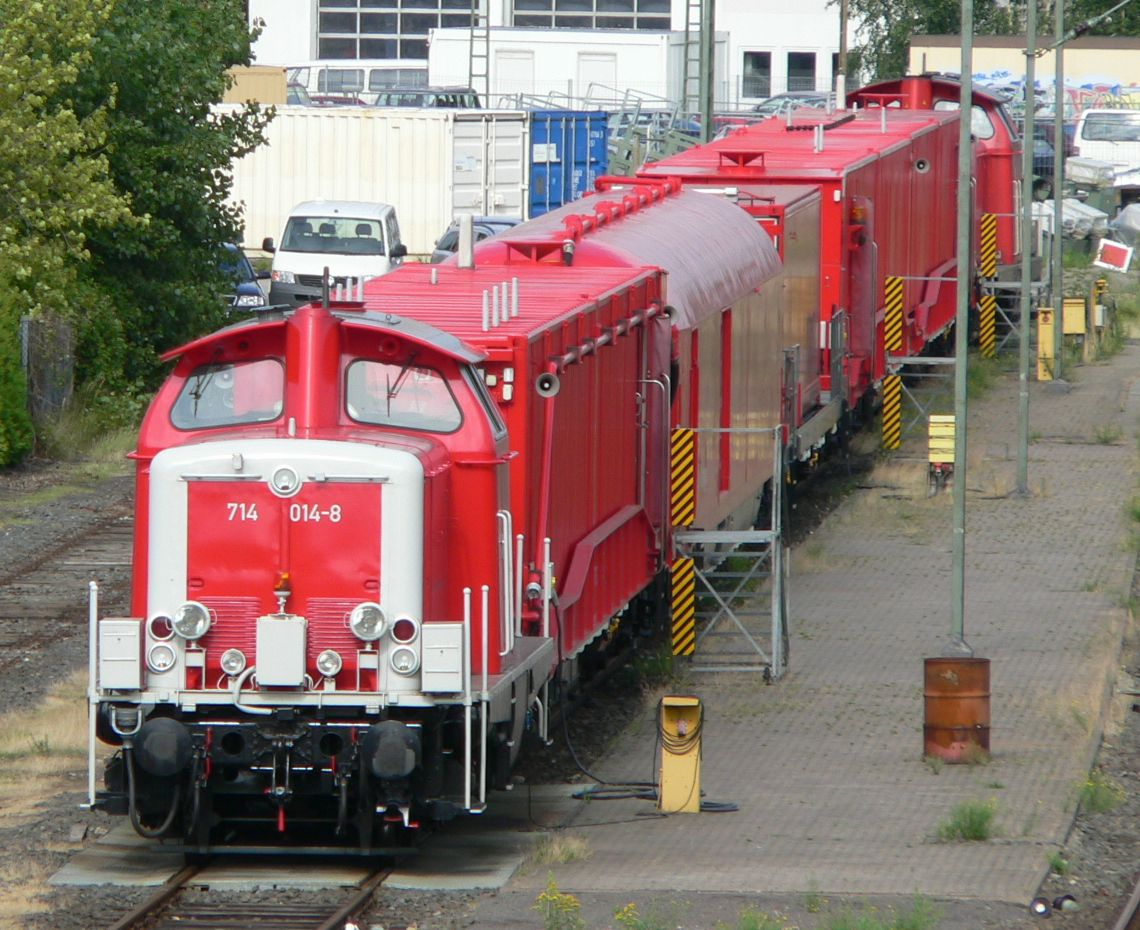
Tren german pentru intervenții la incendii

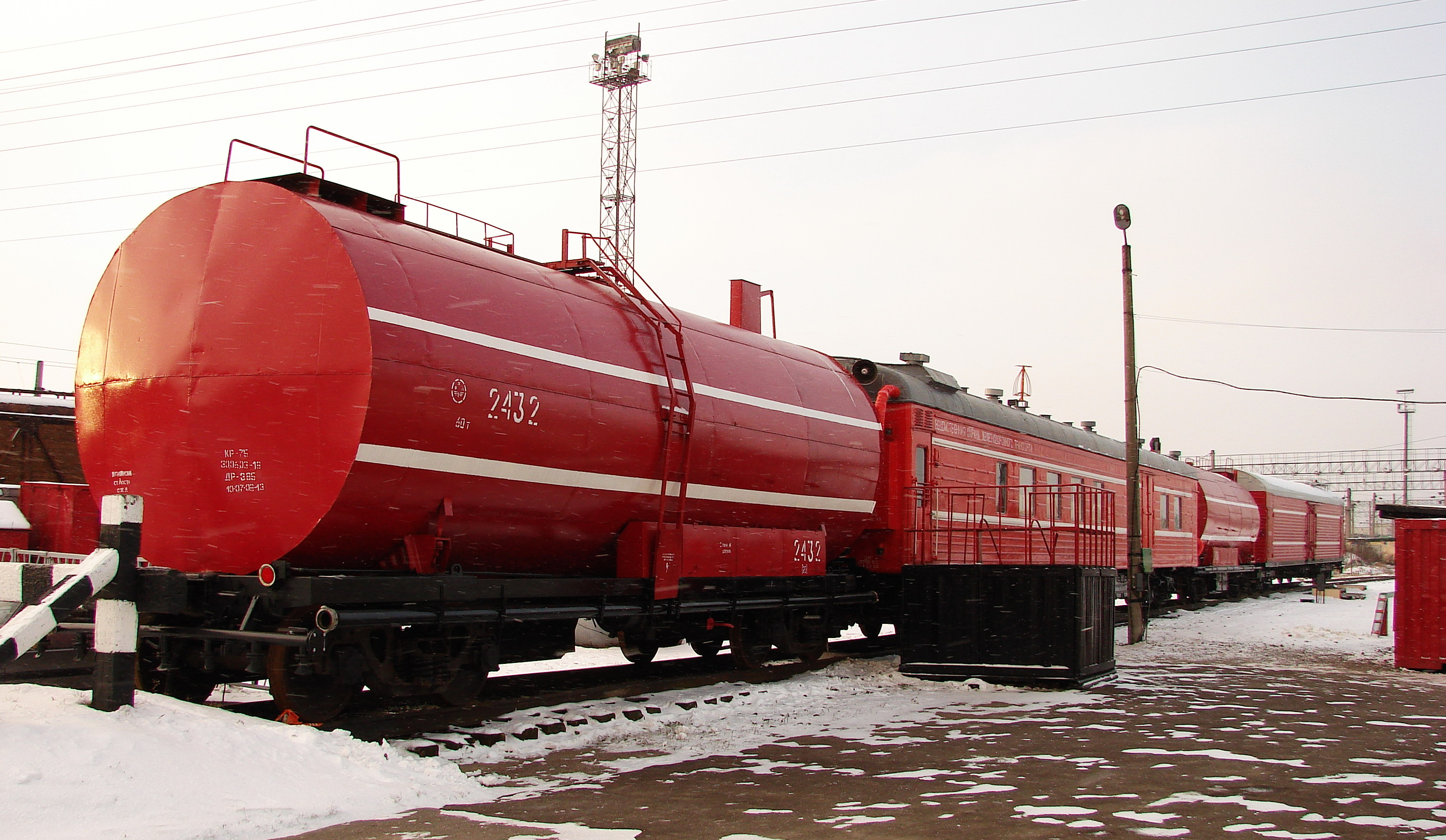
Tren pentru intervenții la incendii

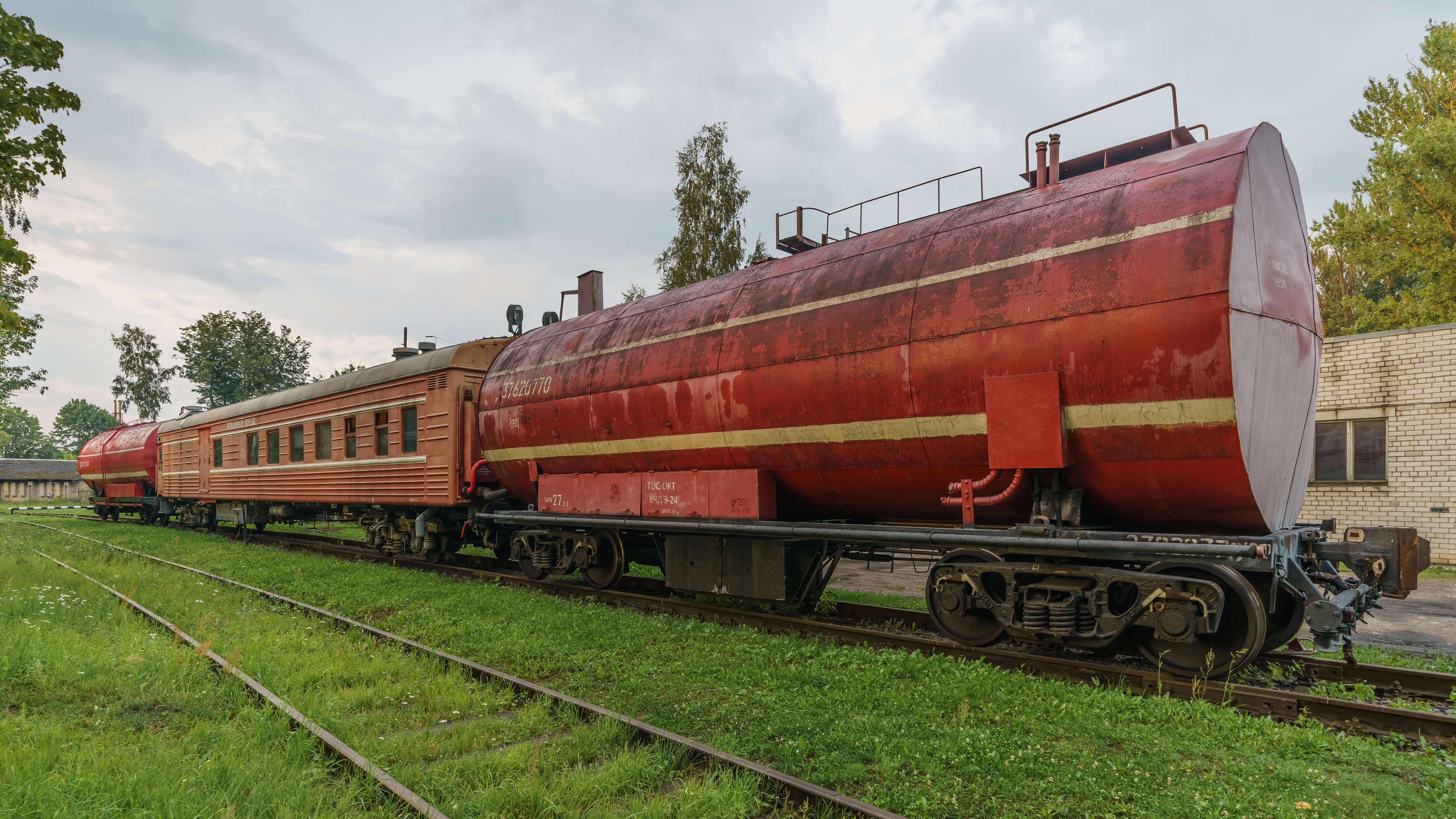
Tren pentru intervenții la incendii

Trenul pentru intervenții la incendii este o garnitură feroviară destinată stingerii incendiilor izbucnite în apropiere de căile ferate, incendii de pădure, dar și pentru intervenții la alte tipuri de avarii, accidente (feroviare), deraieri [ale trenurilor de pe șine], inundații și alte calamități naturale.
Trenurile pentru intervenții la incendii sunt vopsite în roșu cu linii albe și sunt dotate cu mijloace de comunicare și resurse de energie electrică. Garniturile sunt compuse din câteva vagoane-cisternă cu apă și motopompe, câteva vagoane pentru personalul de intervenție (pompieri) și opțional vagoane cisternă-recipient goale pentru a prelua lichide periculoase/inflamabile de la locul accidentului sau incendiului.